# Hrabstwo Broome (Australia)
Hrabstwo Broome (Shire of Broome) - jednostka samorządu terytorialnego w stanie Australia Zachodnia. Liczy 55 795,6 km² powierzchni i jest zamieszkiwane przez 13095 osób (2006). Ośrodkiem administracyjnym jest miasto Broome. 
Pierwsza jednostka administracyjna na tym terenie powstała w 1901 jako Zarząd Dróg Broome. W 1908 został on jednak zlikwidowany i włączony do zarządu West Kimberley. W 1918 Broome odzyskało niezależność, zaś w 1961 stało się hrabstwem. Władzę ustawodawczą stanowi rada hrabstwa złożona z dziewięciu radnych, którzy powołują spoza swego grona dyrektora generalnego hrabstwa, kierującego jego administracją.

## Ważniejsze miejscowości
- Broome
- Beagle Bay
- Bidyadanga
- Lombadina
- One Arm Point